# Matala (Angola)
Matala ist eine Kleinstadt in der Provinz Huíla im Südwesten Angolas. Sie liegt am Fluss Cunene. Nahe Matala gibt es am Cunene ein Wasserkraftwerk.
Während des Bürgerkrieges in Angola flohen Binnenvertriebene nach Matala.

## Verwaltung
Matala ist Sitz eines gleichnamigen Kreises (Município) in der Provinz Huíla. Der Kreis umfasst eine Fläche von 9065 km² und hat etwa 221.000 Einwohner (Schätzung 2014). In der Stadt Matala leben nach Berechnungen (2010) 33.998 Menschen. Die Volkszählung 2014 soll fortan für gesicherte Bevölkerungsdaten sorgen.
Vier Gemeinden (Comunas) liegen im Kreis Matala:
- Capelungo
- Matala
- Micosse
- Mulondo

## Verkehr
Matala liegt an der Namibebahn. Die Stadt verfügt über einen Flughafen mit dem ICAO-Code FN18.